# Техноарт Београд
Техноарт Београд је школа за машинство и уметничке занате. Налази се на територији општине Звездара, у подножју Звездарске шуме, на адреси Светог Николе 39, (некадашња Баје Секулића). Настала на традицијама некадашње Машинске школе Београд (основане 1962. године), јединствена је образовна установа у Србији, која својим радом обухвата две наизглед неспојиве области – технику и уметност.

## Образовни профили
Техноарт Београд тренутно има 935 ученика, 38 одељења и два подручја рада:
машинство и култура, уметност и јавно информисање са следећим образовним профилима:

Подручје рада машинство (669 ученика, 23 четворогодишња и 3 трогодишња одељења):
- Машински техничар за рачунарско конструисање
- Техничар за рачунарско управљање
- Механичар грејне и расхладне технике

Подручје рада култура, уметност и јавно информисање (266 ученика у 12 четворогодишњих одељења.):
- Јувелир уметничких предмета
- Фирмописац – калиграф
- Конзерватор културних добара
- Стилски кројач
- Грнчар
- Гравер уметничких предмета

Висока обученост ученика Техноарту је донела бројна међународна и државна признања.